# Независимый музыкальный лейбл
Независимый музыкальный лейбл, также инди-лейбл (англ. indie label от independent — независимый, самостоятельный), — лейбл звукозаписи, позиционируемый как альтернативный мейнстриму, независимый от музыкальных корпораций, которым сегодня принадлежит большинство ведущих лейблов (мейджор-лейблы). Независимый лейбл может предоставить распространение записанных композиций музыкальному коллективу, в то время как мейджор-лейблы имеют свою сеть продаж композиций для извлечения максимальной прибыли.
В то же время примерно с середины 2010-х годов в мире появилось много независимых музыкальных лейблов, созданных самими исполнителями, которые специализируются исключительно на доставке контента на музыкальные стриминговые сервисы. Такие лейблы не являются полноценными лейблами, скорее, являются формальным обозначением технической единицы между исполнителями и музыкальными стриминговыми сервисами, а в информации релизов обозначаются никнеймом артиста. Данная практика получила широкое распространение в связи с ростом популярности музыкальных стриминговых сервисов, из-за чего появилось огромное количество сервисов, предоставляющих независимым исполнителям возможность доставлять музыку на цифровые площадки. Такие сервисы бывают платными и бесплатными; также у некоторых сервисов есть определённый порог вхождения, не зависящий от требований стриминговых площадок.